# نوربرت الیاس

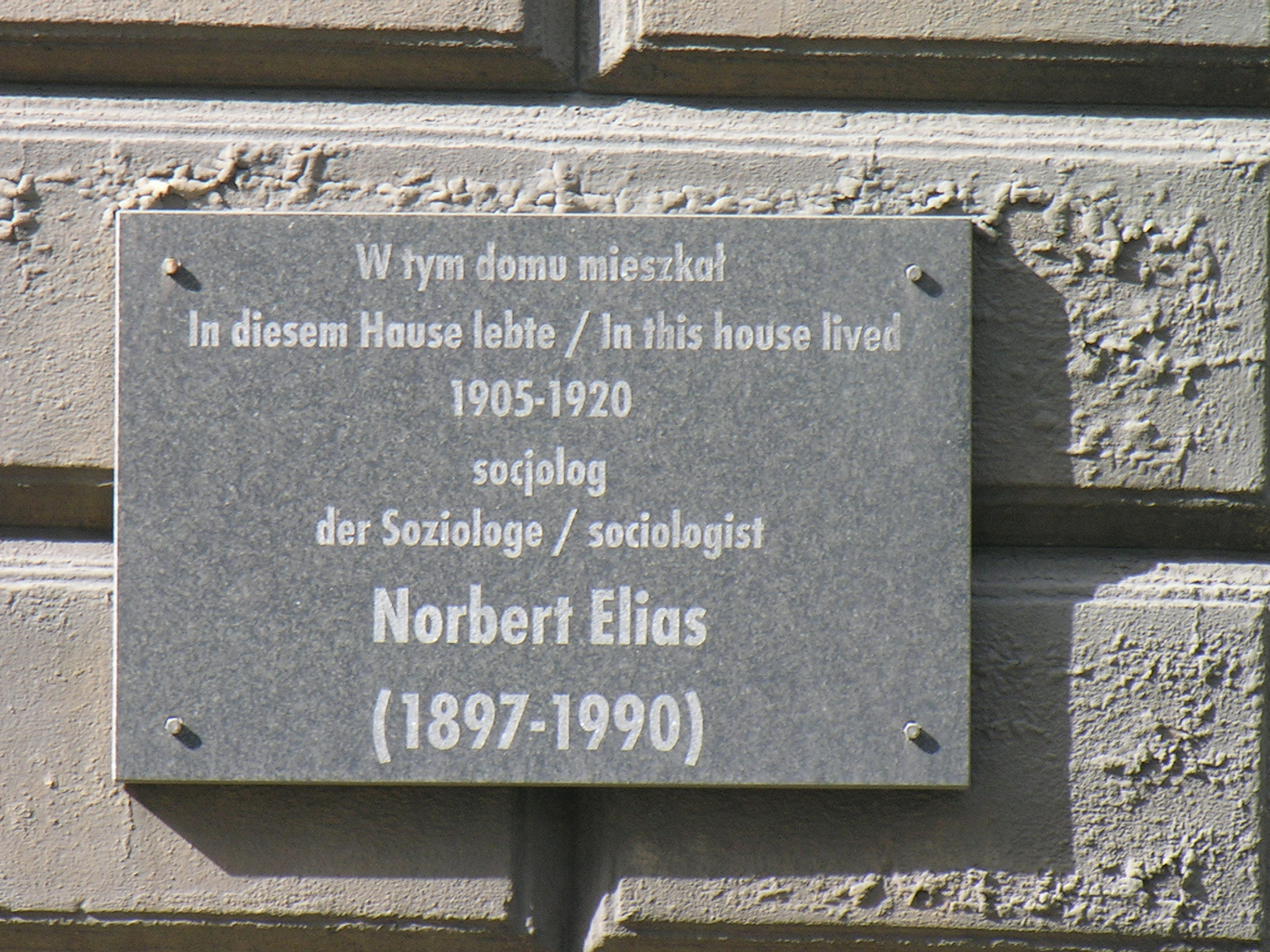

نوربرت الیاس (۱۸۹۷–۱۹۹۰) جامعه‌شناس آلمانی - بریتانیایی بود.

## زندگی
الیاس در شهر بریسواو به دنیا آمد که هنگام تولد او جزء خاک آلمان بود و اکنون در شمار شهرهای لهستان است. الیاس آلمانی بود و یهودی، و نظیر همگامانش، کسانی چون کارل مانهایم و تئودور آدورنو، با روی کار آمدن نازی‌ها ناچار به جلای وطن شد. ابتدا چندی در پاریس اقامت کرد، اما سرانجام مقیم لندن شد.

## دربارهٔ نوربرت الیاس

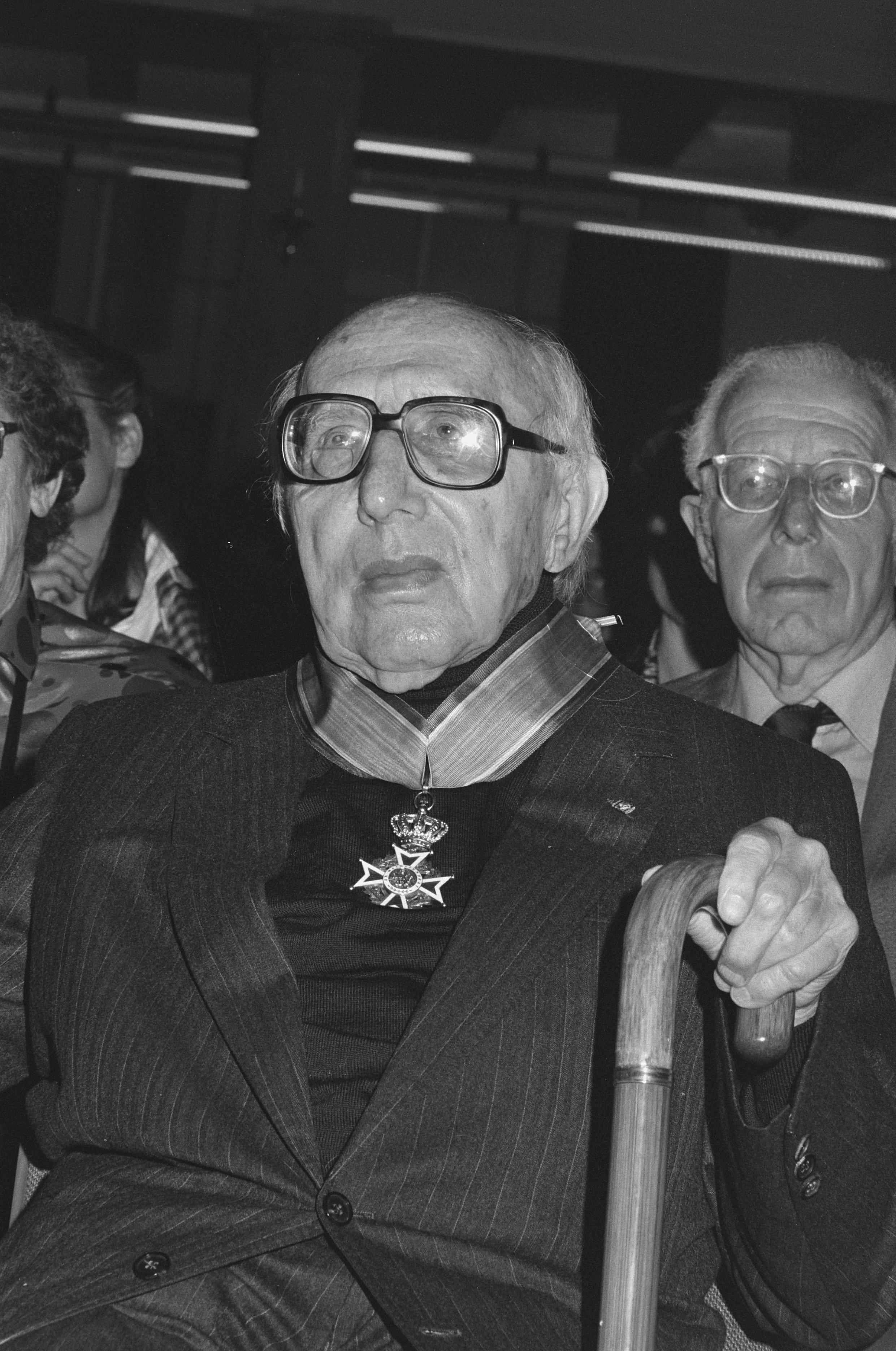
نوربرت الیاس در مقام فرمانده اورنج-ناسائو (۱۹۸۷)

نوربرت الیاس سهم مهمی در بالیدن و شکوفایی نظریه اجتماعی در روزگار ما داشته‌است. کار او نمونهٔ پر قدرتی است از امکانات نهفته در ترکیب و تألیفی بدیع که از پویاترین عناصر تفکر جامعه‌شناسی کلاسیک قوام یافته‌است، در عین حال که الیاس با حفظ استقلال فکری به رویارویی با طیف وسیعی از شواهد تجربی برمی‌خیزد. واژگان نظری ویژهٔ وی حالت صلب و ایستای عرف‌های حاکم بر علوم اجتماعی را برهم می‌زند و به خواننده امکان می‌دهد فراتر از ثنویت‌هایی چون فرد/جامعه یا دولت/جامعه به مناقشه‌های حل و فصل ناشده‌ای که این دوگانه انگاری‌ها به بار آورده‌اند نظر افکند.
رابرت فان کریکن
الیاس در آغاز فلسفه خواند و پس از پایان تحصیل به همکاری با کارل مانهایم جامعه‌شناس در دانشگاه فرانکفورت روی آورد. در همین دوران ماکس هورکهایمر و تئودور آدورنو کمر به پایه‌گذاری انستیتو تحقیقات اجتماعی فرانکفورت بستند و در آنجا بود که الیاس کار نگارش کتاب جامعه درباریان را در سال ۱۹۳۳ به پایان رساند. هواداران حزب ناسیونال سوسیالیست در همین اثنا وی را از خاک آلمان بیرون راندند؛ الیاس از راه پاریس به انگلستان رفت و در لندن اقامت کرد، و پر آوازه‌ترین کتابش، فرایند گسترش تمدن را در فاصلهٔ سال‌های ۱۹۳۴ تا ۱۹۳۹ در موزهٔ بریتانیا نوشت. کتاب الیاس کوششی بود در راه تحلیل تاریخی رشد و تحول ساختار شخصیت بشر، و به تعبیر خود وی، نقدی بود بر روان‌شناسی دانشگاهی مسلط بر مطالعات و تحقیقات آن سال‌ها. اندیشه‌های الیاس چندان غریب و خلاف آمد بود که سال‌های سال در هیچ دانشگاهی رخصت تدریس نیافت، تا سرانجام در ۱۹۵۴، در ۵۷ سالگی، در دانشگاه لیسستر به سمت دانشیاری منصوب شد. در آنجا بود که او بر بسیاری از جامعه شناسان پیشرو عصر ما تأثیر گذاشت. سرشاری ذهن پویا و نفوذ فکری واقعی او در نظریه اجتماعی در دههٔ ۱۹۷۰ هویدا شد و اوج گرفت، به ویژه پس از بازنشستگی و در دوران اقامت در هلند و آلمان که دانشجویان نسخه‌های بی اجازه چاپ و تکثیر شدهٔ کتاب فرایند گسترش تمدن را در کنار کتاب مراقبت و تنبیه میشل فوکو با اشتیاق می‌خواندند.